# Llista dels monuments nacionals gestionats pel United States Fish and Wildlife Service
Als Estats Units hi ha 117 zones protegides conegudes com a monuments nacionals gestionats per sis entitats del govern federal. El president dels Estats Units pot establir un monument nacional per ordre executiva, encara que el Congrés dels Estats Units també té aquest poder. La Llei d'Antiguitats de 1906 autoritza que el president proclami "monuments històrics, edificis històrics i prehistòrics, i altres objectes d'interès històric o científic" (historic landmarks, historic and prehistoric structures, and other objects of historic or scientific interest) com a monuments nacionals. Això permet que el president preservi ràpidament terreny públic sense esperar accions legislatives de vegades lentes per tal de garantir que els usos destructius o extractius no alterin o destrueixin aquests monuments nacionals.
Dels 108 monuments nacionals, 80 són gestionats com unitats oficials pel Servei de Parcs Nacionals. La Bureau of Land Management (Oficina d'Administració de Terres o BLM) n'administra set i el Servei Forestal dels Estats Units (United States Forest Service o USFS) en gestiona set també. La NOAA administra un monument conjuntament amb el United States Fish and Wildlife Service (o FWS), com s'indica a continuació. Un monument, la Caseta del President Lincoln a la Llar de Soldats (President Lincoln's Cottage at the Soldiers' Home), és administrat per la Llar de Jubilats de les Forces Armades (Armed Forces Retirement Home) conjuntament amb la Fundació Nacional per a la Preservació Històrica (National Trust for Historic Preservation).
Quatre monuments nacionals són gestionats només pel FWS: el Monument Nacional del Braç de Hanford (Hanford Reach National Monument), el Monument Nacional Marí de la Fossa de les Mariannes (Marianas Trench Marine National Monument), el Monument Nacional Marí d'Illes Remotes del Pacífic (Pacific Remote Islands Marine National Monument) i el Monument Nacional Marí d'Atol de Rose (Rose Atoll Marine National Monument). El FWS administra dos monuments nacionals conjuntament amb el NPS: el Monument Nacional del Ferrocarril Clandestí de Harriet Tubman (Harriet Tubman Underground Railroad National Monument) i el Monument Nacional del Valor al Pacífic durant la Segona Guerra Mundial (World War II Valor in the Pacific National Monument). Finalment, el FWS administra el major monument nacional mai declarat igualment amb la NOAA: el Monument Nacional Marí de Papahānaumokuākea (Papahānaumokuākea Marine National Monument).
| Nom català (Nom anglès)                                                              | Foto                                                                      | Gestió    | Localització | Data establerta | Descripció |
| ------------------------------------------------------------------------------------ | ------------------------------------------------------------------------- | --------- | --- | --------------- | --- |
| Braç de Hanford (Hanford Reach)                                                      | Braç de Hanford(Hanford Reach)                                            | FWS       | Washington 46° 29′ N, 119° 32′ O / 46.48°N,119.53°O | 8 juny 2000     | Creada de la zona de seguretat que envoltava la reserva nuclear de Hanford, aquesta àrea no s'ha vist afectada pel desenvolupament o l'agricultura des del 1943. La zona forma part de l'altiplà del riu Colúmbia, format per fluxos de lava de basalt i l'efecte erosiu de l'aigua. Porta el nom del braç de Hanford (Hanford Reach), l'última secció de flux lliure del riu Colúmbia. |
| Ferrocarril Clandestí Harriet Tubman (Harriet Tubman Underground Railroad)           | Ferrocarril Clandestí Harriet Tubman(Harriet Tubman Underground Railroad) | NPS, FWS  | Maryland 38° 26′ 41″ N, 76° 07′ 10″ O / 38.444829°N,76.119574°O | 15 març 2013    | Harriet Tubman va ser una abolicionista famosa que treballava al Ferrocarril Clandestí (Underground Railroad). Va portar dotzenes d'esclaus cap a la llibertat per aquesta xarxa d'abolicionisme inclosos els membres de la seva pròpia família en situació de risc per a la seva vida. Aquest monument inclou diversos llocs relacionats amb la vida de Tubman. Mentre que la casa de Jacob Jackson es troba sota el control del Servei de Parcs Nacionals, el canal de Stewart, construït per esclaus, és gestionat pel Servei de Pesca i Fauna Salvatge.                                                                 |
| Marí de la Fossa de les Mariannes (Marianas Trench Marine)                           | Marí de la Fossa de les Mariannes                                         | FWS       | Illes Mariannes Septentrionals, Guam 20° N, 145° E / 20°N,145°E | 6 gener 2009    | Cobrint més de 246.608 quilòmetres quadrats, aquest monument marí inclou les aigües i les terres submergides de les tres illes més al nord de l'arxipèlag de les Mariannes, les terres submergides de 22 llocs volcànics, així com la Fossa de les Mariannes. |
| Marí d'Illes Remotes del Pacífic (Pacific Remote Islands Marine)                     | Marí d'Illes Remotes del Pacífic                                          | FWS       | Illes d'Ultramar Menors dels Estats Units 5° 52′ N, 162° 06′ O / 5.87°N,162.1°O | 6 gener 2009    | El monument marí consisteix en la major part de les Illes d'Ultramar Menors dels Estats Units amb les importants excepcions de l'illa Midway i l'illa Navassa. Les illes d'aquest monument marí són l'illa Baker, l'illa Howland, l'illa Jarvis, l'atol Johnston, l'escull Kingman, l'atol Palmyra i l'illa Wake. Aquestes illes estan situades al sud-oest de Hawaii a l'oceà Pacífic. No tenen població permanent. |
| Marí de Papahānaumokuākea (Papahānaumokuākea Marine)                                 | Marí de Papahānaumokuākea                                                 | NOAA, FWS | Hawaii, Illes d'Ultramar Menors dels Estats Units 25° 42′ N, 171° 44′ O / 25.7°N,171.73°O                                                                                              | 5 juny 2006     | El monument nacional marí a 362.073 quilòmetres quadrats (més gran que el Regne Unit or Itàlia) abasta les Illes Hawaianes del Nord-oest i representa el monument nacional més gran mai declarat d'acord amb la Llei d'Antiguitats. |
| Marí d'Atol de Rose (Rose Atoll Marine)                                              | Marí d'Atol de Rose                                                       | FWS       | Samoa Nord-americana 14° 33′ S, 168° 32′ O / 14.55°S,168.54°O | 16 gener 2009   | Aquest monument marí es compon de dues petites illes de l'atol Rose, una llacuna i un escull de corall a l'est de Samoa Nord-americana. És el punt més al sud dels Estats Units. |
| Valor al Pacífic durant la Segona Guerra Mundial (World War II Valor in the Pacific) | Valor al Pacífic durant la Segona Guerra Mundial                          | NPS, FWS  | Alaska 52° 54′ 09″ N, 172° 54′ 34″ E / 52.9025°N,172.909444°E Califòrnia 41° 53′ 22″ N, 121° 22′ 29″ O / 41.8894°N,121.3747°O Hawaii 21° 21′ 54″ N, 157° 57′ 00″ O / 21.365°N,157.95°O | 5 desembre 2008 | El monument abasta nou llocs de tres estats associats amb la Segona Guerra Mundial. Els llocs a Hawaii involucren l'atac a Pearl Harbor. Les seves commemoracions inclouen l'USS Arizona, USS Utah i USS Oklahoma. Els nord-americans d'origen japonès van ser internats al Centre de Reubicació de Tule Lake a Califòrnia que s'inclou en el monument. Els llocs a Hawaii i Califòrnia són gestionats pel Servei de Parcs Nacionals. Els llocs a Alaska commemoren la batalla de les illes Aleutianes i es troben a l'illa Attu, l'illa Kiska, i l'illa Atka. Aquests són gestionats pel Servei de Pesca i Fauna Salvatge. |